# Pauline de Flaugergues
Pauline de Flaugergues, née le 21 août 1799 à Rodez (Aveyron) et morte le 2 février 1878 à Châtillon (Hauts-de-Seine), est une poétesse française. 
Fille de Pierre-François Flaugergues (1767-1836), elle a été la compagne de l'homme de lettres Henri de Latouche (1785-1851).

## Biographie
Marianne Françoise Pauline Flaugergues naît à Rodez le 4 fructidor an VII (21 août 1799). Elle est la fille de Pierre-François Flaugergues, avocat, et de son épouse, Marie-Antoinette de Patris. 
Pauline Flaugergues passe sa jeunesse au château de Cougousse, commune de Salles-la-Source. Elle est pensionnaire à la maison impériale de Saint-Denis (maison d'éducation de la Légion d'honneur). 
Elle séjourne au Portugal, où elle est gouvernante auprès des enfants de la marquise de Loulé, nièce de la reine Amélie. 
Elle revient en France en 1840 et bénéficie d'une pension d'état de 800 francs. 
Elle se lie avec Henri de Latouche et séjourne avec lui dans la Vallée-aux-Loups, près de Châtenay-Malabry. Après la mort d'Henri de Latouche, pendant la guerre de Prusse, elle retourne dans la propriété de la Vallée-aux-Loups, puis presque ruinée, elle est  conduite à l’asile de Sainte-Anne d'Auray, à Châtillon, où elle meurt le 2 février 1878.

## Œuvres
- Les Épaves (1873) Lire en ligne sur Gallica
- Entretiens sur les beautés de la nature (1856)
- Les Bruyères (1854) lire en ligne
- H. de Latouche (Wikisource) (1853)
- Marcelin, ou le Dévouement de l'amitié (1848)
- Au bord du Tage (1841) Lire en ligne
- La Violette d'or, lais imités de l'anglais (1835) ; couronné par les Jeux Floraux de Toulouse en 1835

## Postérité
- Une rue de Cougousse, commune de Salles-la-Source, porte son nom[5].